# Gerolamo Bassano
Pour les articles homonymes, voir Bassano.
Girolamo da Ponte dit Gerolamo Bassano (né le 3 juin 1566 à Bassano del Grappa et mort le 8 novembre 1621 dans la même ville) est un peintre vénitien maniériste de l'école vénitienne.

## Biographie
Gerolamo Bassano est le plus jeune fils de Jacopo Bassano avec qui il travaille à Bassano dans l'atelier familial où il copie les œuvres de son père comme son frère Giovanni Battista Bassano et dont les œuvres respectives sont créditées au père. Le père a mis au point un système de double signature : sur les copies ou variantes exécutées par ses fils, Jacopo appose son paraphe, comme un « label de qualité ».

## Œuvres
- La Flagellation, Musée des beaux-arts de Dijon[1]
- L'Entrée des animaux dans l'arche de Noé, 1590-1620, huile sur toile, 134 × 200 cm, Musée national des Beaux-Arts, Rio de Janeiro
- La Rencontre de Juda et Tamar, huile sur toile, 42 x 34 cm, Montpellier, musée Fabre
- Apparition de la Vierge, Église Santa Barbara de Bassano

## Crédit d'auteurs
- (en) Cet article est partiellement ou en totalité issu de l’article de Wikipédia en anglais intitulé « Girolamo da Ponte » (voir la liste des auteurs).